# Ijiraq
Ijiraq  är en av Saturnus månar. Den upptäcktes av John J. Kavelaars, Brett Gladman, Jean-Marc Petit, Hans Scholl, Matthew J. Holman, Brian G. Marsden, Phillip D. Nicholson ochJoseph A. Burns 2000, och gavs den tillfälliga beteckningen S/2000 S 6. Den heter också Saturn XXII.

## Omloppsbana
Ijiraq kretsar kring Saturnus på ett genomsnittligt avstånd på 11,1 miljoner kilometer. Dess omloppstid är cirka 451 dagar. Ijiraqs ban är mycket lik Kiviuqs bana. Omloppsbanans cykliskt reducera lutningen som samtidigt ökar excentriciteten och vice versa. Det kretsande argumentets pericenter oscillerar kring 90° med en amplitud av 60°.

## Fysiska egenskaper
Medan Ijiraq är medlem i inuitgruppen av oregelbundna satelliter visade de senaste observationer att den är tydligt rödare än Paaliaq, Siarnaq och Kiviuq. Dess spektrala lutningen (ett mått på kroppens reflektans i funktion av våglängden) är dubbelt så brant som andra inuit-grupp satelliter (20% per 100 nm). Ijiraq saknar spektrum av den svaga absorptionen nära 0,7 m, hänföras till en eventuell vatten hydrering (som finns i Paaliaq, Siarnaq och Kiviuq).